# Hinomotentomon nipponicum
Hinomotentomon nipponicum är en urinsektsart som först beskrevs av Imadaté 1964.  Hinomotentomon nipponicum ingår i släktet Hinomotentomon och familjen Protentomidae. Inga underarter finns listade i Catalogue of Life.